# Cimanggu 2
Cimanggu 2 is een bestuurslaag in het regentschap Bogor van de provincie West-Java, Indonesië. Cimanggu 2 telt 7546 inwoners (volkstelling 2010).